# Michael Dell
Michael Saul Dell, född 23 februari 1965 i Houston, Texas, är dator- och logistikföretaget Dells grundare, styrelseordförande samt vd. Från 4 mars 2004 var Kevin Rollins företagets vd fram till att Michael Dell återtog vd-rollen för Dell den 1 februari 2007. Dell var världens artonde rikaste person 2005 enligt Forbes, och hans förmögenhet uppgick 2008 till 16,4 miljarder amerikanska dollar.
Michael Dell började under sina studier vid University of Texas at Austin sälja datorer byggda på beställning under företagsnamnet PC's Limited. Verksamheten blev lönsam, och Dell hoppade av studierna för att sköta företaget, som bytte namn till Dell Computer Corporation.
Dell har utsetts till årets entreprenör av Inc Magazine, årets man av PC Magazine, främsta vd:n i amerikanskt näringsliv av Worth Magazine samt årets vd av Financial World och Industry Week.